# Гальяни, Джорджо
Джорджо Гальяни (итал. Giorgio Gagliani, 1 января 1943, Рим — 27 января 2004, Цюрих) — итальянский экономист. Один из сооснователей Университета Калабрии.

## Биография
Джорджо Гальяни — экономист, ученик Федерико Каффе, учился в Римском университете «Ла Сапиенца», где получил степень в 1967 году. Позже продолжил обучение в Чикагском университете .
Преподаватель университетов Калабрии (1972—1993) и Кассино (1993—2004), был назначен профессором (1972—1979) и полным профессором (1979—1993) политэкономии на факультете экономических и социальных наук Калабрийского университета, на которым он был деканом в течение четырёх лет в период 1983—1987 годов. Возглавлял Межведомственную библиотеку экономических и социальных наук им. Э. Тарантелли с 1990 по 1993 год. Джорджо Гальяни перешёл на экономический факультет Университета Кассино в 1993 году и занимал кафедру макроэкономики. Был также приглашенным профессором в университетах Оксфорда, Беркли и Остина в штате Техас.
Автор публикаций в European Economic Review (Европейский экономический обзор), в «American Journal of Sociology» (Американский журнал социологии), в European Sociological Review (Европейский социологический обзор), а также Politica Economica, Note Economiche e Ricerche Economiche (Экономическая политика, экономические заметки и экономические исследования).